# Niche (abri)
Pour les articles homonymes, voir Niche.

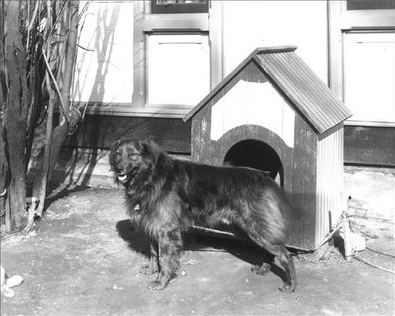
Dash, le chien du président américain Benjamin Harrison, devant sa niche.

Une niche est un abri fabriqué pour les chiens. Elle est généralement située à l'extérieur des maisons et fabriquée en bois, mais on en trouve de plus en plus en plastique ou en résine.
Une niche peut être créée à partir de la taille du chien auquel elle est destinée - des plus petits comme les bichons, aux plus grands comme les saint-bernards.

## Dans la culture populaire
Charles M. Schulz, le dessinateur des Peanuts, représente souvent le chien Snoopy allongé sur le toit de sa niche.